# Germain Brisson
 (décembre 2017).
Si vous disposez d'ouvrages ou d'articles de référence ou si vous connaissez des sites web de qualité traitant du thème abordé ici, merci de compléter l'article en donnant les références utiles à sa vérifiabilité et en les liant à la section « Notes et références ».
Pour les personnes ayant le même patronyme, voir Brisson.
Germain Brisson, né en 1920 à Saint-Jacques, au Québec et mort le 13 février 2014 au Québec, est un agronome et professeur québécois.
Il fut le premier francophone à s'intéresser à la recherche en nutrition animale. Diplômée de l'Université d'État de l'Ohio, il publié plus de 260 articles scientifiques.

## Honneurs
- 1982 : Mérite agronomique
- 1983 : Prix Léo-Pariseau
- 1983 : Prix Pierre-et-Céline-Lhermite
- 1986 : Fellow de l'Institut agricole du Canada
- 1988 : Prix Marie-Victorin
- 1990 : Professeur émérite
- 2003 : Chevalier de l'Ordre national du Québec